# Fête des lampions de Nihonmatsu
La fête des lampions de Nihonmatsu (二本松提灯祭り, Nihonmatsu chōchin matsuri) est une fête populaire japonaise, longue d'une histoire de trois cents ans, reconnue depuis 2011 comme faisant partie des propriétés culturelles populaires importantes et intangibles (en) de la préfecture de Fukushima. Les festivités débutent chaque année entre le 4 et le 6 octobre. Sept taikodai (太鼓台),, chacun en provenance d'un village aux alentours de Nihonmatsu, et ornés d'environ 300 chōchins (les lampions japonais traditionnels), font le tour du centre-ville.

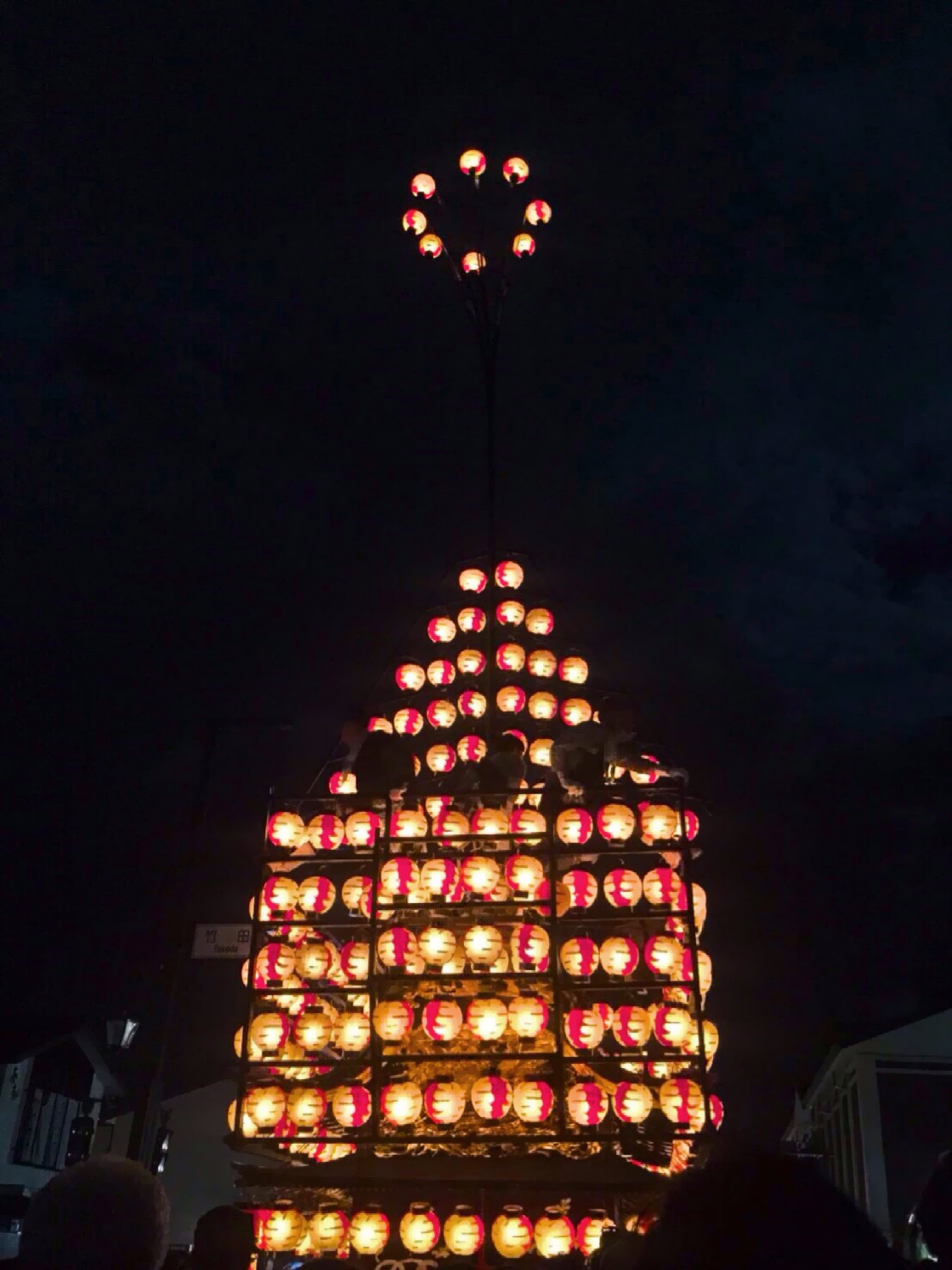
Fête des lampions de Nihonmatsu.

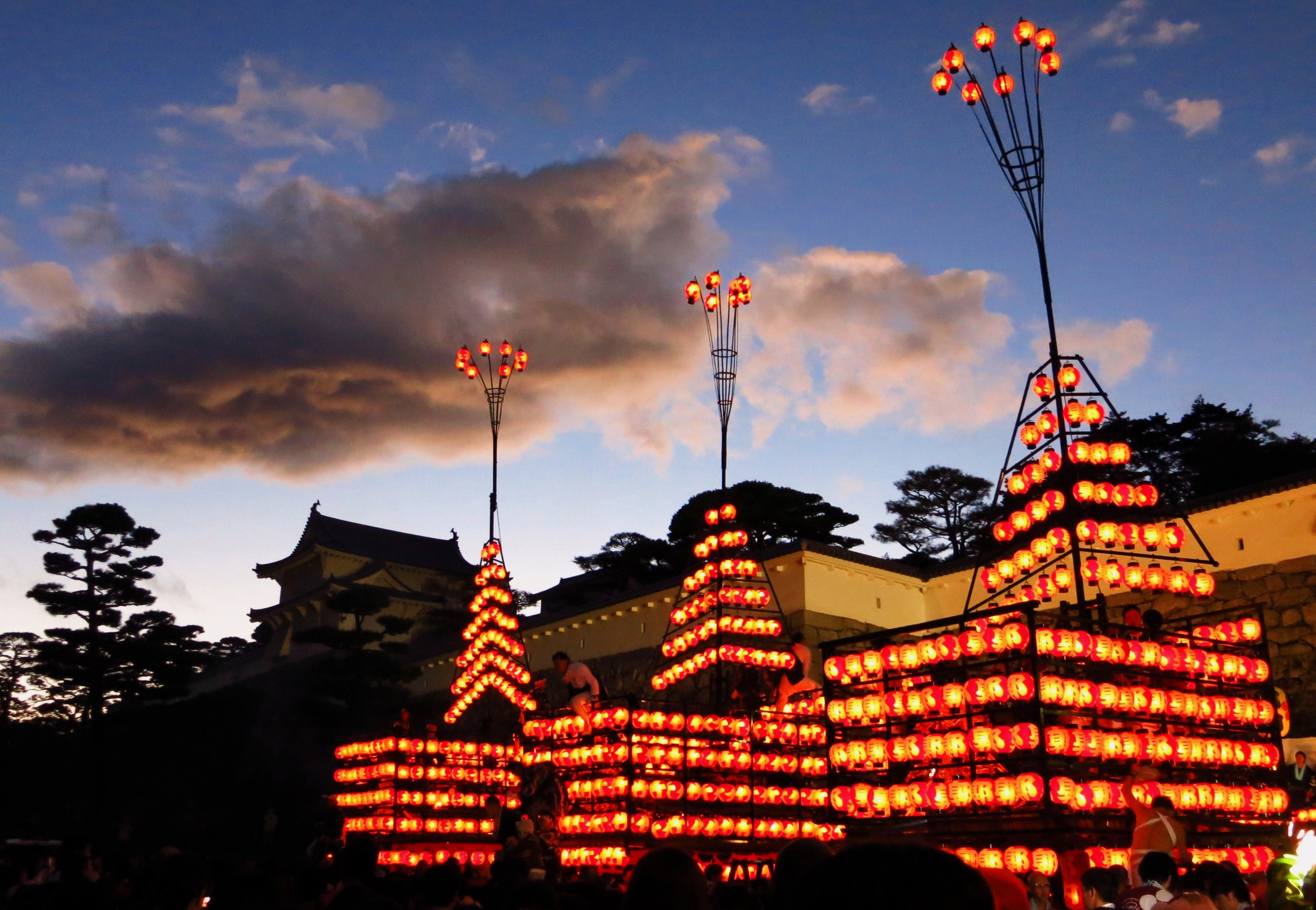
Fête des lampions de Nihonmatsu.